# Манастир Бјелошевићи
Манастир Бјелошевићи је манастир Српске православне цркве. Он је смјештен у Бјелошевићима, засеоку доњогрбаљског села Ковачи. Старешина манастира је мати Матрона Николић.

## Садашњост
Особен је по цркви у изградњи, посвећеној Блаженој Матрони Московској. На подручју Црне Горе не постоји други храм или манастир посвећен овој светитељки. 
Манастир је саграђен на земљишту које је, заједно са својом старом кућом, поклонио Митрополији Црногорско – Приморској Душан Бајковић из Ковача и његови синови Јово (свештеник) и Данило.
Изградња је отпочела 2006. године. Прије почетка градње, манастир је добио благослов и од Покровског манастира из Москве у којем су похрањене мошти Блажене Матроне.
Освештавање манастира обавио је Митрополит Црногорско-приморски Господин Амфилохије 6. јула 2008. године.

## Конаци
Унутар манастирског конака налази се параклис посвећен Светом Пророку Амосу и Мученику Виту (који се прослављају 28. јуна), како би се очувала успомена на некадашњи женски манастир Светог пророка Амоса који се налазио у близини кућа породица Костовића и Илића у доњогрбаљском селу Загори. Такође, Свети пророк Амос био је крсно име Светог Цара Лазара Хребељановића, који по сачуваном предању потиче из Грбља.

## Градња
Митрополит Амфилохије је освештао нови живопис манастирског параклиса на Видовдан 2011. године.
Конак са параклисом је изграђен у византијско- руском стилу.
Камен темељац за цркву Свете Матроне положен је почетком 2010. године, али се са градњом застало због имовинско правног спора. Радови су поновно отпочети 2013. године.
Око манастирског комплекса простире се уређено двориште са маслинама и украсним биљем око којег је подигнут оградни зид. У манастирском дворишту налази се наткривена, љетња гостопримница, као и помоћни објекат намијењен за иконописачки рад и штампарију.
На улазу у манастирско двориште са лијеве и десне стране фрескописани су ликови светих архангела. 
Сестринство манастира, поред настојатељице, мати Матроне сачињавају и монахиње Марија и Јована (Никитовић).
Осим на дан храмовне славе - Блажене Матроне Московске (2. мај), у манастирском параклису се служе свете литургије суботом, као и на дане великих црковних празника са почетком у 8 часова.